# 海岸駅
海岸駅（かいがんえき）はかつて和歌山県有田郡湯浅町湯浅にあった有田鉄道線の駅（廃駅）である。藤並駅 - 海岸方面を結んだ鉄道路線の終着駅であった。

## 歴史
1915年（大正4年）5月28日に海岸駅 - 下津野駅間が開通した時に終着駅として開業した。当駅の所在地は湯浅市街地北側にある山田川に面しており、有田みかんの積み出しなどに用いられた。営業休止・旅客営業の廃止・不要不急線の指定による路線休止を経て、1959年（昭和34年）4月3日に廃駅となった。

### 年表
- 1915年（大正4年）5月28日：当駅 - 下津野間の開通に併せて開業する[1]。
- 1934年（昭和9年）2月1日：休止駅となる[1]。後に旅客営業を再開する。
- 1938年（昭和13年）2月20日：貨物営業を再開する[1]。
- 1940年（昭和15年）4月13日：旅客営業を廃止する[1]。
- 1944年（昭和19年）12月10日：当駅 - 藤並間が不要不急線に指定され、再び休止駅となる[1]。
- 1959年（昭和34年）4月3日：当駅 - 藤並間の廃線に併せて廃駅となる[1]。

## 駅構造
1面1線のホームを有する地上駅であった。

## 駅周辺
山田川沿いにあり、民家が多く建つ。近隣には史跡や醤油醸造所の歴史資料館などの観光施設があるが、この辺りは伝統的建造物群保存地区に指定されている。西へ抜けると湯浅広港に、北（山田川の対岸）へ抜けると栖原の集落に至る。栖原には温泉宿の「栖原温泉」とみかん農園の「主井農園」や栖原海岸（和歌山の夕陽百選に選ばれた海岸）がある。
- 湯浅中町郵便局[周辺 5]
- 角長[周辺 6] - 醤油醸造所。近隣に同社の醤油資料館がある[周辺 7]。
- 甚風呂[周辺 8] - 歴史資料館。幕末から昭和末期まで銭湯として営業していた[周辺 8]。
- 本勝寺[周辺 9][周辺 10]
- 福蔵寺[周辺 11]
- 憩の松[周辺 12]
- 大仙堀[周辺 13]
- 千山庵[周辺 14] - 古民家を改修した宿泊施設。
- 旧栖原家住宅[周辺 15] - かつては「フジイチ」の屋号で醤油醸造を営んでいた。現在は資料館となっている[周辺 15]。
- 海上釣堀湯浅[周辺 16]
- ゆあさ海の駅[周辺 17]
- 和歌山湯浅ワイナリー[周辺 18] - 北側の山間にあるワイナリー。
- 和歌山県道20号有田湯浅線
- 和歌山県道23号御坊湯浅線
- 和歌山県道175号湯浅広港湯浅停車場線
- 中紀バス「北橋」停留所[周辺 19] - 田村線
- 湯浅広港[周辺 20] - 湯浅町と広川町にまたがる港湾[周辺 20]。安政南海地震で津波が発生した時、濱口梧陵が稲むらに火を放って紀伊国広村（現在の和歌山県有田郡広川町）の住民に知らせたことを基にした物語は『稲むらの火』として作品化された[周辺 20]。濱口は後に下総国銚子（現在の千葉県銚子市）でヤマサ醤油を創業した[周辺 21]。
- 山田川

## 現状
駅跡地は「まちなみの駅湯浅」となった。線路跡は片側1車線通行の道路に転用されたため、駅があった当時の面影は残っていない。

## 隣の駅
有田鉄道
有田鉄道線
海岸駅 - 湯浅駅